# معرية (درعا)
معرية قرية سورية تتبع ناحية الشجرة في منطقة مركز درعا في محافظة درعا. بلغ عدد سكانها 1,083 نسمة في عام 2004 حسب إحصاء المكتب المركزي للإحصاء.